# Équipe de Russie féminine de basket-ball à trois
Cet article traite de l'équipe féminine de basket-ball à trois. Pour l'équipe masculine de basket-ball à trois, voir Équipe de Russie masculine de basket-ball à trois.
Maillots
L’équipe de Russie de basket-ball à trois est la sélection qui représente la Russie dans les compétitions internationales féminines de basket-ball à trois,,.

## Histoire

### 2021
En raison de la suspension de la Russie, les joueuses russes qualifient leur équipe sous le drapeau du comité olympique (ROC) pour les Jeux olympiques de Tokyo.

## Résultats

### Palmarès
| Compétitions mondiales                                                                                     | Compétitions continentales                                           |
| --- | -------------------------------------------------------------------- |
| - Jeux olympiques - Finaliste en 2020 - Coupe du monde (1) - Vainqueur en 2017 - Finaliste en 2014 et 2018 | - Coupe d'Europe (2) - Vainqueur en 2014 et 2017 - Troisième en 2016 |

### Parcours en compétitions internationales

#### Jeux olympiques
| Année | Position      |      | Année | Position |
| 2020  | Finaliste     | 2028 | -     |          |
| 2024  | Non qualifiée | 2032 | -     |          |

#### Coupe du monde
| Année | Position      |              | Année         | Position |
| 2012  | 9e            | 2019         | 6e            |          |
| 2014  | Finaliste     | 2022         | Non qualifiée |          |
| 2016  | Non qualifiée | 2023         | Non qualifiée |          |
| 2017  | Vainqueur     | Pays inconnu | -             |          |
| 2018  | Finaliste     | Pays inconnu | -             |          |